# Saccharopolyspora gloriosae
Saccharopolyspora gloriosae – gatunek gram-dodatnich bakterii tlenowych, endobiontów. Szczep tych bakterii (YIM 60513T) odkryty został w roku 2010 w pędach gloriozy wspaniałej, zebranej w prefekturze Xishuangbanna w południowo-zachodnich Chinach.